# Vexillum castum
Vexillum castum är en snäckart. Vexillum castum ingår i släktet Vexillum och familjen Costellariidae. Inga underarter finns listade i Catalogue of Life.